# The Book of Heavy Metal
The Book of Heavy Metal treći je studijski album švedskog heavy/power metal sastava Dream Evil. Diskografska kuća Century Media Records objavila ga je 31. svibnja 2004.

## Popis pjesama
| 1.    | »The Book of Heavy Metal (March of the Metallians)« | Snowy Shaw           | Shaw                                     | 5:25 |
| 2.    | »Into the Moonlight«                                | Niklas Isfeldt, Shaw | Shaw                                     | 4:20 |
| 3.    | »The Sledge«                                        | Shaw                 | Shaw, Fredrik Nordström                  | 2:59 |
| 4.    | »No Way«                                            | Shaw                 | Nordström, Gus G.                        | 3:19 |
| 5.    | »Crusaders' Anthem«                                 | Isfeldt, Shaw        | Isfeldt, Shaw, Nordström, Peter Stålfors | 4:21 |
| 6.    | »Let's Make Rock«                                   | Dream Evil           | Dream Evil                               | 4:03 |
| 7.    | »Tired«                                             | Shaw                 | Nordström, Shaw                          | 3:49 |
| 8.    | »Chosen Twice«                                      | Shaw                 | Nordström, Shaw                          | 4:22 |
| 9.    | »M.O.M.«                                            | Shaw                 | Shaw                                     | 3:33 |
| 10.   | »The Mirror«                                        | Isfeldt              | Isfeldt, Stålfors                        | 3:46 |
| 11.   | »Only for the Night«                                | Shaw                 | Shaw                                     | 4:11 |
| 12.   | »Unbreakable Chain«                                 | Shaw                 | Gus G., Shaw                             | 5:51 |
| 49:59 |                                                     |                      |                                          |      |

## Zasluge
| Dream Evil - Niklas Isfeldt – vokali - Gus G. – gitara - Fredrik Nordström – ritam-gitara, produkcija, tonska obrada, miksanje - Peter Stålfors – bas-gitara - Snowy Shaw – bubnjevi Ostalo osoblje - Göran Finnberg – masteriranje - Henrik Udd – asistencija pri tonskoj obradi - Patric Ullaeus – fotografija - Carsten Drescher – omot albuma, dizajn |  | Dodatni glazbenici - Mats Olausson – klavijature, orgulje (na pjesmama 2, 5, 8 i 10) - Andy Alkman – dodatni vokali (na pjesmi "No Way") - Per Edvardsson – vokali (harmonizacija) (na pjesmama 5 i 11) - Patrik J. – zborski vokali (na pjesmama 1, 3, 4, 5, 7 i 10), asistencija pri tonskoj obradi - Metal Mike – gitarska solistička dionica (na pjesmi "No Way") - Jonatan Nordström – zborski vokali (na pjesmi "Chosen Twice") - Selma Pettersson – zborski vokali (na pjesmi "Chosen Twice") - Carin Jurås – zborski vokali (na pjesmi "Chosen Twice") - Lina Larsson – zborski vokali (na pjesmi "Chosen Twice") - Yana Bibb – zborski vokali (na pjesmi "Chosen Twice") - Amanda Johansson Ahlberg – zborski vokali (na pjesmi "Chosen Twice") - Patrik Svedberg Skog – zborski vokali (na pjesmi "Chosen Twice") - Jonas Karlberg – zborski vokali (na pjesmi "Chosen Twice") - Ronny Massaad – zborski vokali (na pjesmi "Chosen Twice") - Andreas Alkman – zborski vokali (na pjesmi "Chosen Twice") - Råberra Axelsson – gitarska solistička dionica (na pjesmi "The Book of Heavy Metal (March of the Metallians)") |